# N77 (Frankrijk)
De N77 of Route nationale 77 is een nationale weg in Frankrijk. De weg loopt van Auxerre naar Troyes en is 78 kilometer lang.

## Geschiedenis
In 1811 liet Napoleon Bonaparte de Route impériale 95 aanleggen van Nevers naar Luik en Maastricht via Châlons-en-Champagne. In 1824 werd de huidige N77 gecreëerd uit de oude route van de Route impériale 95. Deze weg liep van Nevers via Auxerre, Châlons-en-Champagne en Sedan naar België en was 395 kilometer lang. 

### Declassificaties
Door het verbeteren van parallelle wegen en de aanleg van autosnelwegen nam het belang van de N77 sterk af. Daarom zijn in 1973 de delen tussen Nevers en Clamecy en tussen Châlons-en-Champagne en België overgedragen aan de departementen. Het deel tussen Clamecy en Auxerre werd onderdeel van de N151. In 2006 werd ook het deel tussen Troyes en Châlons-en-Champagne overgedragen, omdat het parallel aan de autosnelweg A26 lag. 
Deze delen hebben daardoor nummers van de departementale wegen. De overgedragen delen van de N77 kregen de volgende nummers:
- Nièvre: D977
- Aube: D677
- Marne: D977
- Ardennes: D977

N1 · N2 · N3 · N4 · N5 · N6 · N7 · N9 · N10 · N11 · N12 · N13 · N14 · N15 · N17 · N19 · N19J · N20 · N21 · N22 · N24 · N25 · N27 · N28 · N31 · N33 · N34 · N36 · N37 · N41 · N42 · N43 · N44 · N47 · N49 · N51 · N52 · N57 · N58 · N59 · N61 · N61A · N65 · N66 · N67 · N70 · N77 · N79 · N80 · N82 · N83 · N85 · N86 · N87 · N88 · N89 · N90 · N94 · N98 · N100 · N102 · N104 · N105 · N106 · N109 · N112 · N113 · N116 · N118 · N118A · N118B · N122 · N123 · N124 · N125 · N126 · N129 · N134 · N135 · N136 · N137 · N138 · N141 · N142 · N145 · N147 · N149 · N150 · N151 · N154 · N157 · N158 · N159 · N162 · N164 · N165 · N166 · N171 · N174 · N175 · N176 · N182 · N184 · N186 · N186A · N186B · N188 · N191 · N192 · N201 · N202 · N205 · N209 · N216 · N221 · N224 · N225 · N227 · N230 · N237 · N244 · N248 · N249 · N250 · N254 · N265 · N274 · N282 · N296 · N301 · N303 · N306 · N314 · N315 · N316 · N320 · N324 · N330 · N337 · N338 · N346 · N353 · N356 · N363 · N385 · N388 · N401 · N406 · N410 · N416 · N425 · N431 · N440 · N441 · N444 · N446 · N449 · N481 · N486 · N488 · N489 · N520 · N524 · N532 · N537 · N542 · N543 · N568 · N569 · N572 · N580 · N814 · N844 · N1007 · N1012 · N1013 · N1014 · N1019 · N1021 · N1029 · N1031 · N1043 · N1050 · N1075 · N1083 · N1104 · N1113 · N1134 · N1135 · N1141 · N1154 · N1338 · N1547 · N1569 · N2028 · N2043 · N2057 · N2162 · N2249